# Hildebrand Christoph von Hardenberg
Hildebrand Christoph von Hardenberg (* 14. März 1621; † 2. März 1682) ist der Stammvater aller späteren Linien des niedersächsischen Adelsgeschlechtes von Hardenberg.
Er ist einer von drei Söhnen des Hans Christoph von Hardenberg (1581–1645) und wurde Statthalter und ab 1682 Präsident des Geheimen Ratskollegiums zu Braunschweig. Er war zweimal verheiratet und hinterließ drei Söhne, die eigene Linien der Familie gründeten.
Am 12. Februar 1649 heiratete er Margarethe Sabine aus dem Winckel (* 24. Februar 1626; † 12. Februar 1659), verwitwete von Hahn. Nach dem Tod seiner ersten Frau heiratete er Magdalene Christine von Sehestedt. Aus letzter Ehe entstammen drei Söhne:
- Christian Ludwig (* 18. September 1663; † 6. Dezember 1736) ⚭ Sybille von Dörnberg (* 4. Mai 1669; † 18. Juni 1767) verwitwete von Hanstein, Eltern von Christian Ludwig von Hardenberg
- Georg Anton (* 3. Juli 1666; † 29. Mai 1721) ⚭ Dorothea Edle von Eltz, Eltern von Philipp Adam von Hardenberg
- Fritz Dietrich (* 1. September 1674; † 9. März 1739), Oberst

⚭ 1714 Frederike Katharine von Hanstein († 23. Juli 1723)
⚭ 1724 Lucie Magdalene von Grote (* 1686; † 30. März 1755), Eltern von Hans Ernst von Hardenberg